# Ateneo Científico, Artístico y Literario de Valencia
El Ateneo Científico, Literario y Artístico de Valencia fue una entidad cultural que funcionó durante el último tercio del siglo XIX y las primeras décadas del XX en la ciudad de Valencia.
Tras un intento de creación en 1868, el Ateneo Científico, Literario y Artístico de Valencia se consolidó en 1870 sobre una asociación de estudiantes anterior. Celebraba sesiones y conferencias sobre temas variados de cultura, arte y ciencia. Su domicilio fue cambiante durante el tiempo que funcionó, según contó con más o menos éxito en esos años. Durante unos años compartió sede con el Ateneo Mercantil, aunque siempre fueron instituciones independientes y diferenciadas.
Durante un tiempo publicó  Boletín-revista del Ateneo de Valencia.
Fueron algunos de sus  presidentes Fernando del Alisal y López, Vicente Wenceslao Querol, Cristóbal Pascual y Genís, Manuel Candela, José Puig Boronat, Teodoro Llorente, o Francisco Moliner. Y contó entre sus socios con nombres como Antonio Cortina Farinós, Luis Canovas Martínez, Ricardo Franch Mira,Pascual Garín Salvador, Pedro Lechón Moya, Enrique Llorente Ferrando, Federico de Madariaga y Suárez, Felipe Mathé y de Jado Cagigal, Vicente Navarro Gil, Paulino Ortiz Fidalgo, Rafael Pastor González, José Rendos Cinó, Emilio Ribera Gómez, Fernando Solís Calderón, Manuel Zabala Urdániz y Julio Peris Brell
Aunque el Ateneo ya no era, como en sus orígenes, una asociación juvenil, siempre contó con presencia de estudiantes, fundamentalmente universitarios, que utilizaron su protección e instalaciones para constituir academias y sociedades donde profundizar en sus estudios y realizar sesiones y actividades, fundamentalmente científicas.
El Ateneo, que ya estaba muy debilitado, no sobrevivió a la Guerra Civil. Los bienes que del mismo no se perdieron, sobre todo artísticos, como la galería de retratos, fueron a parar a la Escuela de Artesanos.

#### El libroGabinete Azul

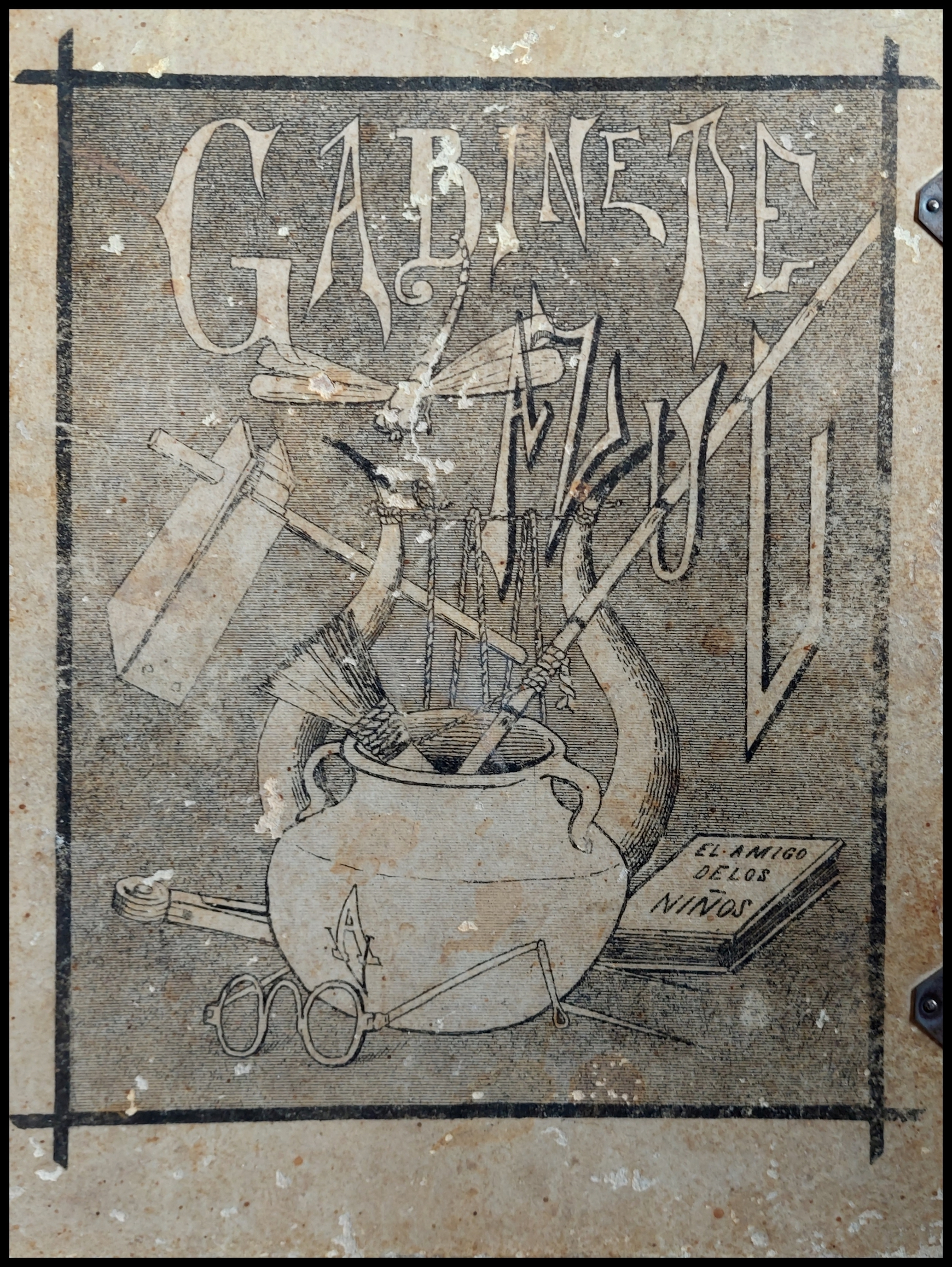
Cubierta del libro "Gabinete Azul", fechado en 1885.

Cuando el «Ateneo Científico, Literario y Artístico» estaba situado en la casa-palacio de los marqueses de Mirasol, a espaldas de la de los Vilaragut, y cercana al palacio de los marqueses de Dos Aguas, en lo que hoy es calle Poeta Querol, reuníanse en un saloncito cuyas paredes, tapicerías y cortinajes eran de color azul, un grupo de amigos –escritores, artistas y hombres de ciencia–, gente de ingenio y buen humor. Fruto de aquellas reuniones, se gestó el libro Gabinete Azul; pequeño álbum fotográfico de caricaturas (23,5 × 17,5 cm) cuyos originales fueron signados por Antonio Cortina y Rafael Pastor, del que se editaron 33 ejemplares. Se nos presenta con artística cubierta y doble cierre de metal plateado; en su contracubierta, 1885.